# Ema Krška
Sveta Ema Krška (njem. Hemma (Emma) von Gurk), koruška kneginja, dobrotvorka i svetica Katoličke Crkve. Zaštitnica je Koruške i Krške biskupije, a slavi se i u Sloveniji i u Austriji. Spomendan joj je 29. lipnja.

## Životopis
Potjecala je iz imućne koruške plemićke obitelji. Bila je u srodstvu s njemačkim carem Henrikom II. Svetim te je živjela na njegovu dvoru dok je bio bavarski knez. Pretpostavlja se da je ondje i upoznala svog budućeg muža, grofa Wilhelma von der Sanna, s kojim je imala dvojicu sinova. Obojica su umrla mladi. Godine 1036. suprug joj pogiba u boju s ustanicima protiv vlasti Henrika II.
Nakon muževljeve smrti, napušta dvorac i seli u samostan u Krki (Gurku). Samostan je novčano toliko pomogla da je njezine nadarbina bila materijalnim temeljom osnutka Krške biskupija. Jednako tako, svojim je novčanim prilozima opskrbila samostan u Admontu bogatom knjižnicom. Iako je svoje posljednje godine života provela u krškom samostanu, nije položila redovničke zavjete kako bi mogla upravljati svojim posjedima. U samostanu je i preminula 28. travnja 1045., a pokopana je u kripti Katedrale Uznesenja Marijina u Krki uz epitaf: »O blažena Emo, biseru svih kreposti, utemeljiteljice Gurka, ti koja si sve svoje bogatstvo posvetila Kristu, ovdje počivaš u vječnome miru.« Papa Honorije IV. proglašava ju 1287. blaženom, a papa Pio XI. 1938. i svetom.

## Vanjske poveznice

### Ostali projekti
|  | Zajednički poslužitelj ima još gradiva o temi Ema Krška |

### Mrežna mjesta
- Sveta Ema Krška na Katoliška Cerkev
- Ema Krška Radio Ognjišče
- sv. Ema Krška  Arhivirana inačica izvorne stranice od 30. travnja 2021. (Wayback Machine) na Sveci.net